# Jorge Faúndez
Jorge Ignacio Faúndez Contreras (Santiago, Chile, 13 de abril de 1996) es un futbolista chileno. Juega de defensa central, lateral derecho y volante.

## Trayectoria
Se inició en las inferiores de Palestino a la edad de 7 años hasta los 16. A la misma edad decidió ir a  Audax Italiano, destacando por su solidez en la defensa y por su capacidad para salir jugando con balón dominado.Subió al 1er equipo de Audax Italiano el año 2015 para el Torneo Apertura 2015.
En el segundo semestre de 2018 partió a préstamo a Deportes Puerto Montt , al no estar en los planes del entrenador. Para el año 2019 partirá a préstamo al club Ñublense al no ser considerado nuevamente por el entrenador audino. Siguió su carrera en San Marcos de Arica y luego en Deportes Valdivia. Actualmente esta terminando sus estudios para ser entrenador de futbol y es jugador del club Rodelindo Román.

## Estadísticas

### Clubes
| Club                          | Div.          | Temporada     | Liga  | Liga  | Copas nacionales | Copas nacionales | Torneos internacionales | Torneos internacionales | Total | Total | Media goleadora |
| Club                          | Div.          | Temporada     | Part. | Goles | Part.            | Goles            | Part.                   | Goles                   | Part. | Goles | Media goleadora |
| ----------------------------- | ------------- | ------------- | ----- | ----- | ---------------- | ---------------- | ----------------------- | ----------------------- | ----- | ----- | --------------- |
| Audax Italiano · Chile        | 1ª            | 2016-17       | 14    | 0     | 2                | 1                | —                       | —                       | 16    | 1     | 0.06            |
| Audax Italiano · Chile        | 1ª            | 2017          | 12    | 1     | 2                | 0                | —                       | —                       | 14    | 1     | 0.07            |
| Audax Italiano · Chile        | 1ª            | 2018          | 3     | 0     | 2                | 0                | —                       | —                       | 5     | 0     | 0.00            |
| Deportes Puerto Montt · Chile | 2ª            | 2018          | 13    | 0     | —                | —                | —                       | —                       | 13    | 0     | 0.00            |
| Deportes Puerto Montt · Chile | Total club    | Total club    | 13    | 0     | 0                | 0                | 0                       | 0                       | 13    | 0     | 0               |
| Ñublense · Chile              | 2ª            | 2019          | 13    | 1     | 5                | 0                | —                       | —                       | 18    | 1     | 0.06            |
| Ñublense · Chile              | Total club    | Total club    | 13    | 1     | 5                | 0                | 0                       | 0                       | 18    | 1     | 0.06            |
| San Marcos · Chile            | 2ª            | 2020          | 17    | 0     | —                | —                | —                       | —                       | 17    | 0     | 0.00            |
| San Marcos · Chile            | Total club    | Total club    | 17    | 0     | 0                | 0                | 0                       | 0                       | 17    | 0     | 0.00            |
| Audax Italiano · Chile        | 1ª            | 2021          | 3     | 0     | —                | —                | —                       | —                       | 3     | 0     | 0.00            |
| Audax Italiano · Chile        | 1ª            | 2022          | 0     | 0     | —                | —                | —                       | —                       | 0     | 0     | 0.00            |
| Audax Italiano · Chile        | Total club    | Total club    | 32    | 1     | 6                | 1                | 0                       | 0                       | 38    | 2     | 0.05            |
| Total carrera                 | Total carrera | Total carrera | 75    | 2     | 11               | 1                | 0                       | 0                       | 86    | 3     | 0.03            |
| 1. 2.                         |               |               |       |       |                  |                  |                         |                         |       |       |                 |